# Římskokatolická farnost Hustopeče u Brna
Římskokatolická farnost Hustopeče je územní společenství římských katolíků v rámci hustopečského děkanství brněnské diecéze s farním kostelem svatého Václava a svaté Anežky České.

## Historie farnosti
V písemných pramenech je hustopečský kostel zmiňován ve 14. století. Během patnáctého a začátkem šestnáctého století byl přestavován, k svěcení došlo roku 1519. Během 19. století se začaly na věži objevovat trhliny, věž prošla rekonstrukcí. Nestabilní podloží a vzrůstající doprava v těsném sousedství kostela však vedla k tomu, že se 26. února 1961 zbortila mohutná věž kostela. Orgány tehdejší komunistické moci rozhodly o demolici celého kostela. Stavba nového kostela se mohla uskutečnit až po roce 1989.
Základní kámen byl posvěcen v dubnu 1990 při návštěvě papeže Jana Pavla II. na Velehradě, samotná stavba kostela probíhala v letech 1991 až 1994. Nový kostel svatého Václava a svaté Anežky České byl vysvěcen 25. září 1994.

## Duchovní správci
Od 1. srpna 2009 byl farářem R. D. Mgr. Pavel Kafka.Toho ve funkci faráře vystřídal od 1. srpna 2016 R. D. Mgr. Jan Nekuda.

## Bohoslužby
| Kostel                               | Místo     | Bohoslužba (den)                         | Hodina                                                                         | Poznámka     |
| ------------------------------------ | --------- | ---------------------------------------- | ------------------------------------------------------------------------------ | ------------ |
| svatého Václava a svaté Anežky České | Hustopeče | neděle úterý středa čtvrtek pátek sobota | 9:30 18:00 17:30 (pro děti)/18:00 (jen o prázdninách) 18:00 8:00 (1. v měsíci) | Farní kostel |

## Primice
Ve farnosti slavil 10. července 2010 primiční mši svatou novokněz R. D. Petr Košulič.

## Aktivity ve farnosti
Dnem vzájemných modliteb farností za bohoslovce a bohoslovců za farnosti brněnské diecéze je 22. leden. Adorační den připadá na 15. června. Každoročně se zde koná farní ples a tříkrálová sbírka. V roce 2015 se při ní vybralo 80 162 korun, o rok později 83 840 korun.  V roce 2018 dosáhl výtěžek sbírky 117 955 korun.
Při bohoslužbách vystupuje farní sbor a schola.